# Alojzy Nowak (wojskowy)
Alojzy Nowak (ur. 20 czerwca 1894 w Poznaniu, zm. 24 września 1939 pod Łomną) – podpułkownik piechoty Wojska Polskiego, kawaler Orderu Virtuti Militari.

## Życiorys
Urodził się w Poznaniu jako syn Wawrzyna i Weronik z d. Maciejewskiej. W 1914 ukończył szkołę średnią w Krotoszynie. W sierpniu 1914, z chwilą wybuchu I wojny światowej, jako obywatel Cesarstwa Niemieckiego, zmobilizowany został do 47 pułku piechoty im. Króla Bawarii Ludwika III. Z początkiem 1917 odbył kurs tzw. aspirantów oficerskich, po którym został przydzielony do 46 pułku piechoty. Walcząc na froncie zachodnim został lekko ranny. W 1918 awansowany na podporucznika. W połowie grudnia 1918 wrócił wraz z pułkiem do macierzystego garnizonu we Wrześni.
Krótko po powrocie rozpoczął działalność konspiracyjną przy tworzeniu powstańczych oddziałów. Po wybuchu powstania wielkopolskiego dowodził kompanią batalionu wrzesińskiego. 29 grudnia wraz ze swoim oddziałem rozbroił garnizon grenzschutzu w Witkowie. Odznaczył się również zdobywając inne miejscowości (szczególny sukces odniósł w bitwie pod Zdziechową). W nocy z 5/6 lutego dowodził kompanią w zwycięskiej bitwie o Szubin. Sukcesy te sprawiły, że został mianowany dowódcą 4 pułku strzelców wielkopolskich (późniejszy 58 pułk piechoty wielkopolskiej). 20 sierpnia 1919 dowodzony przez niego batalion zdobył miasto Osipowicze na Białorusi. Wkrótce po wyparciu, w czasie odwrotu batalion został otoczony przez pułki sowieckie. Po krwawych walkach por. Nowak zdołał wyprowadzić z okrążenia swój oddział.
Po zakończeniu działań wojennych na Wschodzie, Alojzy Nowak został przeniesiony na Górny Śląsk. W styczniu 1921 oficjalnie włączany w szeregi powstańców śląskich. Walczył pod pseudonimem „Neugebauer”. Zajmował się tworzeniem i szkoleniem oddziałów powstańczych. Jego zapał i poświęcenie zostało szybko dostrzeżone. Najpierw mianowany został inspektorem powiatów oleskiego i lublinieckiego. Następnie otrzymał nominacje na dowódcę Grupy Operacyjnej „Północ”. Po zakończeniu walk o Śląsk wrócił do pułku do Poznania jako dowódca batalionu. W marcu 1921 otrzymał Order Virtuti Militari V klasy. Jego nazwisko nosił powstańczy pociąg pancerny nr 13 „Nowak”.
Po powstaniu szkolił się przez rok w Doświadczalnym Centrum Wyszkolenia Armii w Rembertowie. Po ukończeniu kursu ponownie objął II batalion 58 pp. 3 maja 1922 został zweryfikowany w stopniu kapitana ze starszeństwem z 1 czerwca 1919 i 1111. lokatą w korpusie oficerów piechoty. 10 lipca 1922 został zatwierdzony na stanowisku pełniącego obowiązki dowódcy II batalionu w 60 Pułku Piechoty Wielkopolskiej w Ostrowie Wielkopolskim. Później został przydzielony Oddziału Wyszkolenia Dowództwa Okręgu Korpusu Nr VII w Poznaniu. 18 lutego 1928 został mianowany majorem ze starszeństwem z 1 stycznia 1928 i 54. lokatą w korpusie oficerów piechoty, a w kwietniu tego roku przeniesiony do 5 pułku piechoty Legionów w Wilnie na stanowisko dowódcy I batalionu. W marcu 1930 został przesunięty na stanowisko kwatermistrza, a w grudniu 1932 przesunięty na stanowisko dowódcy batalionu. W styczniu 1934 został awansowany na podpułkownika, a w kwietniu tego roku przeniesiony do 33 pułku piechoty w Łomży na stanowisko zastępcy dowódcy pułku. 18 listopada 1938 objął dowództwo 13 pułku piechoty w Pułtusku. W kilka miesięcy przed wybuchem wojny dołożył wszelkich starań w umocnienie przedmościa pułtuskiego.
Na czele 13 pułku piechoty walczył w kampanii wrześniowej 1939. Prowadził swój oddział w bój pod Zaborowem i Borzęcinem. Następnie walczył w obronie Modlina. Poległ 24 września 1939 w czasie walk pod Łomną, w okolicach wsi Kaliszki. Jego zwłoki zostały wyniesione z pola bitwy. Pochowany pod ścianą kościoła w Kazuniu Polskim. 20 lutego 1952 jego prochy zostały ekshumowane do grobu na Cmentarzu Wojskowym na Powązkach w Warszawie (kwatera B10-7-12).

## Ordery i odznaczenia
- Krzyż Złoty Orderu Wojennego Virtuti Militari nr 130 (pośmiertnie, 29 września 1939)[14][15]
- Krzyż Srebrny Orderu Wojskowego Virtuti Militari nr 2318 (19 lutego 1922)[16]
- Krzyż Niepodległości z Mieczami (19 czerwca 1938)[17]
- Krzyż Kawalerski Orderu Odrodzenia Polski (11 listopada 1937)[18]
- Krzyż Walecznych (dwukrotnie)
- Złoty Krzyż Zasługi (10 listopada 1928)[19]
- Krzyż na Śląskiej Wstędze Waleczności i Zasługi
- Wielkopolski Krzyż Powstańczy (pośmiertnie, 30 lipca 1964)[20].
- Medal Pamiątkowy za Wojnę 1918–1921
- Medal Dziesięciolecia Odzyskanej Niepodległości

## Upamiętnienie
Rada Miejska Pułtuska uchwałą z 6 lutego 1985 roku przemianowała ulicę Zastodolną na ulicę ppłk. Alojzego Nowaka. W Poznaniu Rada Miasta nadała jednej z ulic na osiedlu Powstań Śląskich imię ppłk. Alojzego Nowaka.